# Ramón Villeda Bermúdez
Ramón Villeda Bermúdez (Santa Rosa de Copán, 10 de mayo de 1937-Tegucigalpa, 20 de junio de 2012) fue un doctor en Veterinaria y político hondureño, que llegó a ser presidente del Banco Central de Honduras, ministro de Recursos naturales y Ambiente, presidente del Banco Nacional de Desarrollo Agrícola.

## Biografía
Ramón Villeda Bermúdez. Nació Santa Rosa de Copán, el 10 de mayo de 1937. Es uno de los seis hijos del expresidente hondureño, Ramón Villeda Morales (aun conocido y recordado como “Pajarito”) y su señora esposa Alejandrina Bermúdez Milla de Villeda Morales, siendo sus hermanos Ramón, Rubén (hermano gemelo), Alejandro, Leonardo y Juan Carlos Villeda Bermúdez. El Doctor Ramón Villeda Morales, residió en la ciudad de Santa Rosa de Copán, ejerciendo de médico en el Hospital de Occidente y asimismo regentaba una farmacia de su propiedad, que instaló en el edificio J.C. Handal de aquella localidad occidental, previamente a lanzarse como candidato presidencial en 1956.
Su padre fue un destacado político y demócrata de la región centroamericana en los años 60. Fue Presidente constitucional entre 1957 a 1963, su gobierno se caracterizó por haber impulsado innumerables reformas sociales como la Ley de Reforma Agraria, El Código de Trabajo, la Ley del Seguro Social, la Junta Nacional de Bienestar Social e innumerables obras físicas, que evitaron que Honduras cayera en la convulsa situación social que se dio en el resto de países de la región.
El presidente Villeda Morales fue derrocado en el año de 1963 por un violento golpe militar encabezado por el General Oswaldo López Arellano, dos meses antes de finalizar su periodo presidencial y a diez días de celebrarse elecciones presidenciales, los líderes liberales como el Doctor Ramón Villeda Morales, Doctor Modesto Rodas Alvarado, Abogado Óscar Flores Midence y otros, fueron exiliados de Honduras.

### Estudios y vida política
Ramón Villeda Bermúdez, estudio en la Universidad de Pisa en Italia obteniendo su título de Doctor en veterinaria. Seguidamente continuó sus estudios de Postgrado en Patología en la ciudad de Amberes, Bélgica. No conforme continuó realizando estudios de investigación en Beerse, Bélgica, después marchó hacia los Estados Unidos de América a realizar estudios en Princeton, Nueva Jersey y luego viajaría a especializarse en Porto Alegre, Brasil y en Nueva Zelanda. Contrajo nupcias con Rina Martin con quien procreó dos hijos. 
Identificado con su país y las necesidades que presentaba, se enroló en las filas del Partido Liberal de Honduras que llevó a su padre a la presidencia. Fue miembro del Frente de Unidad Liberal (FUL), en 1991 fue nombrado secretario de Finanzas del Partido Liberal de Honduras y en 1997 El Vocal de Organización y Propaganda del Concejo Central Ejecutivo del Partido Liberal (CCEPL).
En fecha 31 de agosto de 1989, Ramón Villeda Bermúdez, en el Diario El Heraldo, manifestó que el exrector de la UNAH y presidente de la Corte Suprema de Justicia, abogado José Oswaldo Ramos Soto pertenecía a la secta BO HI PAK (MOON) y a la APROH, defendiendo al Partido Liberal en cuestiones del tema de los desaparecidos de la década de los 80´s.
Intento por dos vecez ser el candidato oficial presidencial por el Partido Liberal de Honduras, en las elecciones internas de su partido realizadas en 1996, perdió y el candidato oficial fue el ingeniero Carlos Flores Facussé y seguidamente en las realizadas en el 2001 perdió frente al profesor Rafael Pineda Ponce.
No así, siempre fue llamado para dirigir algún cargo como funcionario público del Estado de Honduras.

### Cargos públicos que desempeñó
- Ministro de la Secretaría de Agricultura y Ganadería de Honduras, (SAG)
- Ministro de la Secretaría de Recursos Naturales y Ambiente de Honduras (RRNN). (1994-1997)
- Presidente del Banco gubernamental BANADESA.
- Presidente del Banco Central de Honduras.
- Diputado al Congreso Nacional de Honduras.
- Vicepresidente del Congreso Nacional de Honduras (2004).
- Embajador por Honduras, ante el Concilio Vaticano II.
- Director de Diario La Prensa.[2]
- Editorialista de Diario El Heraldo.[2]
- Editorialista de radio Emisoras Unidas.[2]
- Director ejecutivo del Banco Central de Honduras.

## Aspirante presidencial
En 1994 pretende alcanzar ser el candidato presidencial por el Partido Liberal de Honduras, y funda su movimiento precandidatura, entre sus contrincantes se encuentran el Licenciado Jaime Rosenthal, el Ingeniero Carlos Flores Facussé, el Abogado Jorge Arturo Reina y su hermano el Doctor Carlos Reina Idiáquez, entre otros. El Doctor Ramón Villeda Bermúdez perdió las elecciones internas de su partido, siendo el ganador el Doctor Carlos Roberto Reina, quien después ganaría las elecciones presidenciales a su rival el Abogado José Oswaldo Ramos Soto del Partido Nacional de Honduras. Ramón Villeda Bermúdez, fue parte del nuevo gabinete de gobierno, siendo nombrado como Secretario de Recursos Naturales en 1994, en sustitución del Ingeniero Mario Nufio Gamero. Del Movimiento de campaña del Doctor Villeda Bermúdez surgió el político Marlon Lara Orellana con 22 años de edad, quien ganó como Alcalde Municipal de Puerto Cortés en tres ocasiones consecutivas. Seguidamente Villeda Bermúdez, lanza de nuevo su precandidatura a la presidencia, en 1996, en las elecciones internas de su partido nuevamente pierde, el aspirante del PLH pasa a ser el Ingeniero Carlos Roberto Flores, quien se batiría en las elecciones generales con la Licenciada Nora Gúnera de Melgar, del Partido Nacional de Honduras, quien perdería las elecciones. Para Ramón Villeda, ya no hay otras aspiraciones presidenciales y se mantiene siempre a la defensiva de su partido y a la unificación del mismo.
Villeda Bermúdez, pasa a formar parte del Directorio del Banco Central de Honduras en 2005, que estaba presidido por la Licenciada Gabriela Núñez, Sandra Martínez de Midence como Vicepresidenta, Suyapa Funez Castro, Directora, Ramón Villeda Bermúdez, Director, Armando Aguilar Cruz Director, José María Reina Secretario. desde el 27 de enero de 2010, la nueva junta directiva está conformada por la Licenciada María Elena Mondragón de Villar (Presidente), el Abogado Renán Sagastume (Vicepresidente), el Abogado Armando Aguilar (Director) y el Doctor Ramón Villeda Bermúdez (Director).

### Logros de sus gestiones
- Precursor de la “Primera Campaña de Tuberculosis y Brucelosis Bovina en el país”.
- Denuncia una grave epizootia de rabia y que se han dado 50 casos en Honduras. (AFP.)

Entre las gestiones del Doctor Ramón Villeda Bermúdez como Ministro y parte del ejecutivo, junto con el Banco Interamericano de Desarrollo BID, están:
- Construcción de la represa “José Cecilio del Valle” en Nacaome.
- Construcción de tres hospitales regionales en el territorio nacional.
- Construcción de 243 centros de salud.
- Instalación del primer laboratorio de diagnóstico veterinario en Honduras.

Dentro del Informe del Programa de las Naciones Unidas Desarrollo (PNUD) y Recursos Naturales sobre desarrollo nacional, el Doctor Ramón Villeda Bermúdez, siendo ministro de Recursos Naturales en 1995, dio a conocer lo siguiente: “Honduras se clasifica dentro de los países de desarrollo humano mediano, pero muy cercano a la frontera de clasificación de los países con desarrollo humano bajo, ocupando el lugar 115 de un total de 173 países…”.

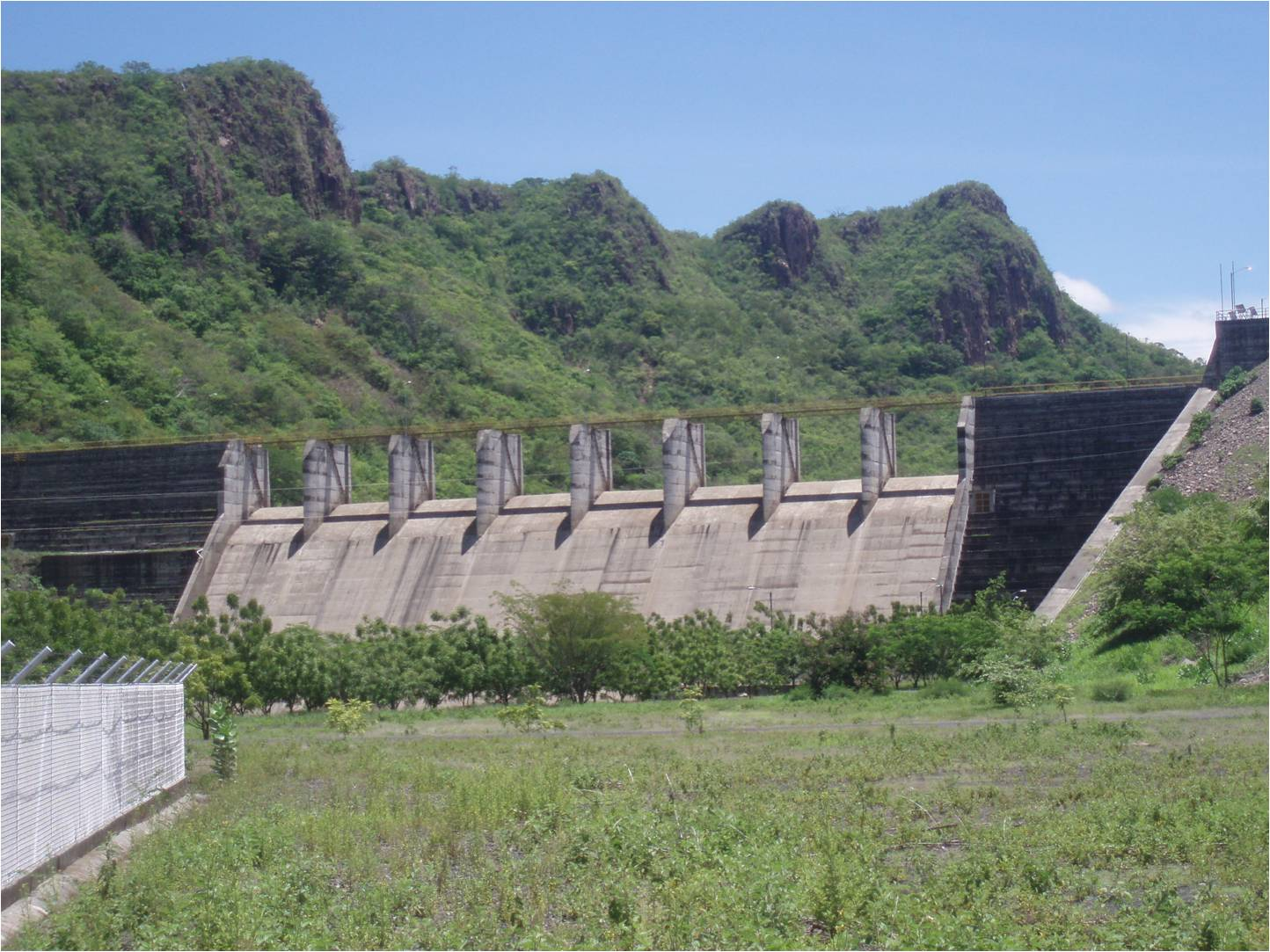
Represa sobre el río Nacaome.

## Actividades
Ramón Villeda Bermúdez, también era conocido como “RAVIBER”, famoso caricaturista que por 50 años estampo su huella jocosa en un matutino Sampedrano, formando parte de una selecta generación de artistas de la caricatura junto a Roberto Ruiz, Doumont, Bey Avendaño, Darío Banegas, McDonald, Napoleón Ham, Deras y Sergio Chiuz, inspirando a una nueva generación entre ellos Gustavo Rivas, Garabatos, Roberto Núñez y Luis Chávez.
Su arte del dibujo lo empezó a los seis años de edad y continuó desarrollándolo en pintura dándole su propio estilo y añadiendo la escultura.    
Como membresías se pueden mencionar, que el doctor Villeda Bermúdez fue miembro de la Sociedad de Agricultura y Pesca y miembro de la Sociedad Fitozoo sanitarios de Centroamérica.

### Fallecimiento
El Doctor Ramón Villeda Bermúdez, fallecería en Tegucigalpa, M.D.C., el 20 de junio de 2012 a los 75 años de edad, de la enfermedad que le aquejaba un cáncer de hígado, misma enfermedad que llevó a la muerte a su hermano gemelo Rubén Villeda Bermúdez. Sus restos mortales recibieron una misa en el Santuario de Suyapa y depositados en Jardines de Paz Suyapa, a las 16:00 horas (04:00 p. m. hora local).